# Henriette Hardenberg
Henriette Hardenberg (Berlim, 5 de fevereiro de 1894 - Londres, 26 de outubro de 1993) foi o pseudônimo de Margarete Rosenberg, uma das poucas poetisas da poesia expressionistas alemã. Seu primeiro poema publicado saiu na revista Die Aktion.